# Förderndes Mitglied der SS

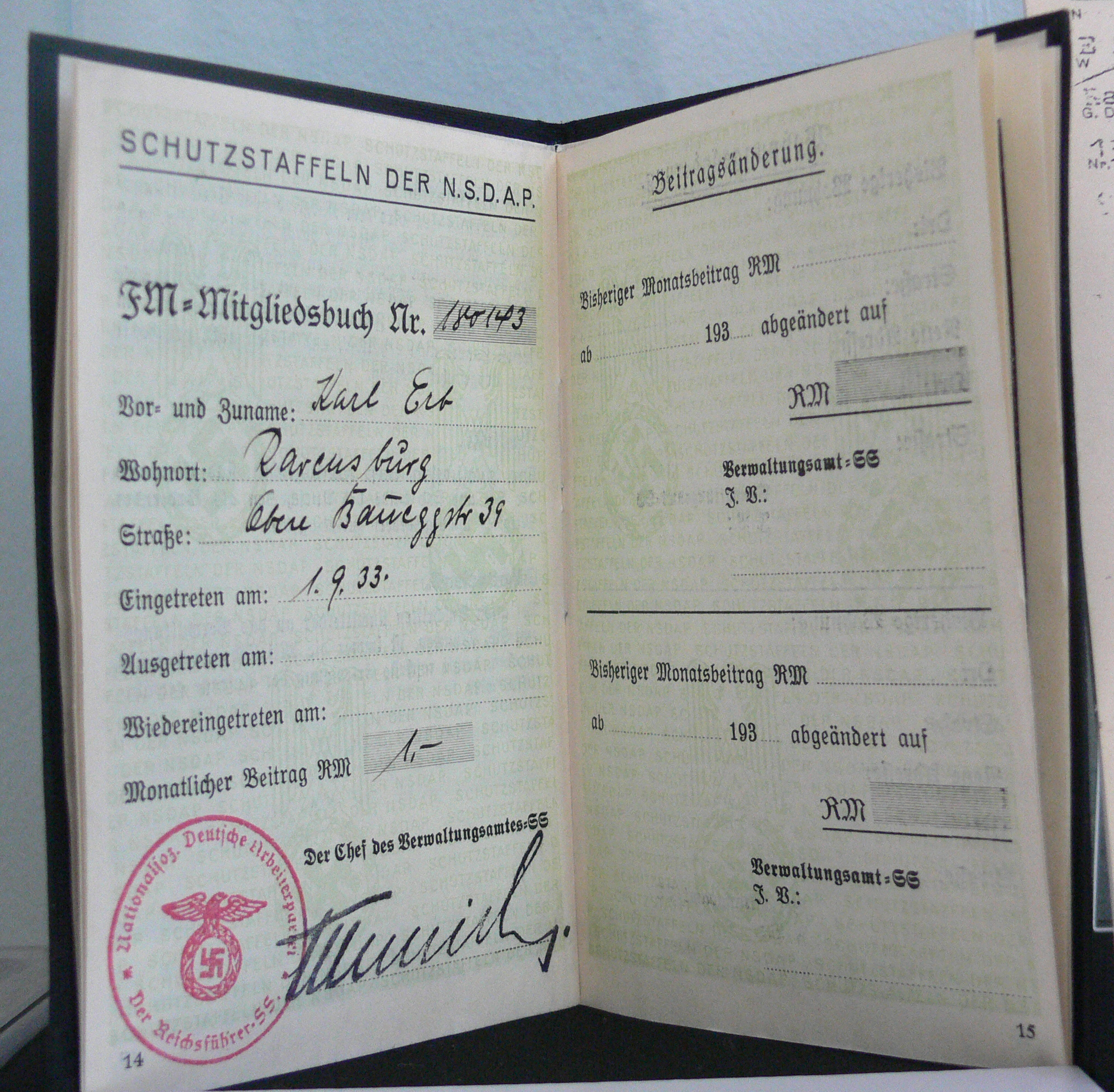
El libro de miembros de la Fördernden Mitglieds der SS de Karl Erb.

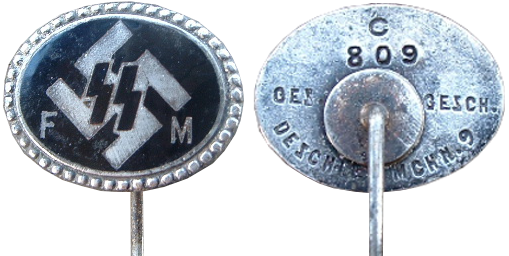
Alfiler de un miembro de apoyo de las SS (anverso y reverso)

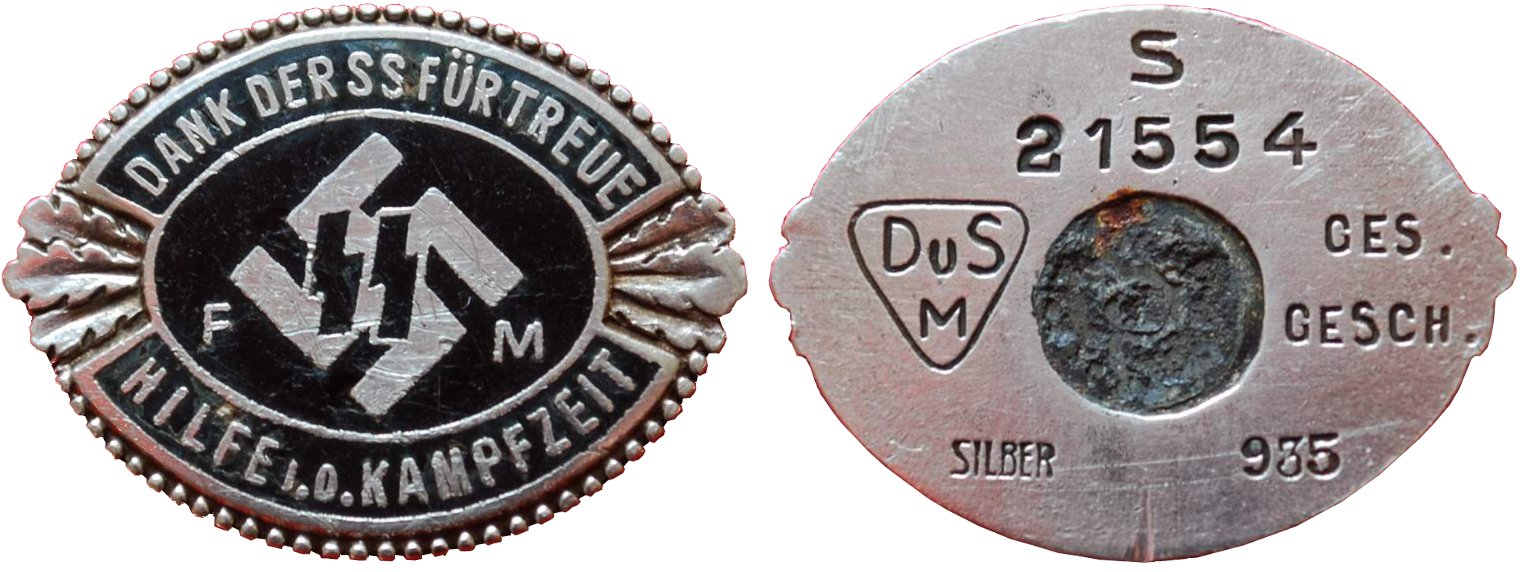

Un Förderndes Mitglied der SS (SS-FM; Miembro patrocinador de las SS) era un miembro de las Allgemeine SS (SS Generales) que no participaba en el servicio activo, sino que contribuía financieramente a las SS. La SS-FM fue organizada por la Oficina Económica y Administrativa Central de las SS y comenzó en 1926. Los miembros de la SS-FM realizaban pagos mensuales para el trabajo de las SS en la sede local de la organización. Para las personas de bajos ingresos, las contribuciones eran bajas; no se prescribía ningún aporte mínimo. Cada miembro recibía un alfiler de solapa y un talonario de recibos. A partir de abril de 1934, los miembros también recibían una revista mensual, la FM-Zeitschrift, que fue producida por el Alto Mando de las SS. En 1939, la circulación de la FM-Zeitschrift era de aproximadamente 365.000 ejemplares, pero en la actualidad sobreviven pocos ejemplares de la revista.